# Eliseu Martins
Eliseu Martins este un oraș în Piauí (PI), Brazilia.